# Seznam kozmologov
Seznam najbolj znanih svetovnih kozmologov.

## A
- Tom Abel (Nemčija, 1970 – )
- Roberto Abraham (Kanada, 1965 – )
- Andreas Johann Albrecht (ZDA, 1957 – )
- Hannes Olof Gösta Alfvén (Švedska, 1908 – 1995)
- Ralph Asher Alpher (ZDA, 1921 – 2007)
- Ivan Aničin (Srbija, 1944 – )

## B
- John Carlos Baez (ZDA, 1961 – )
- Neta Assaf Bahcall (Izrael, ZDA, 1942 – )
- James Maxwell Bardeen (ZDA, 1939 – )
- John David Barrow (Anglija, 1952 – )
- Jacob David Bekenstein (Izrael, 1947 – )
- Charles L. Bennett (ZDA, 1956 – )
- Orfeu Bertolami (Brazilija, 1959 – )
- Somnat Bharadvadž (Indija, 1964 – )
- James Binney, (Anglija, 1950 – )
- Grichka Bogdanov (Francija, 1949 – )
- brata Bogdanov (Francija)
- Martin Bojowald (Nemčija, 1973 – )
- J. Richard Bond (Kanada, 1950 – )
- Hermann Bondi (Avstrija, Anglija, 1919 – 2005)
- Carl Henry Brans (ZDA, 1935 – )
- Giordano Bruno (Italija, 1548 – 1600)
- Geoffrey Ronald Burbidge (Anglija, 1925 – 2010)
- Aleksander Janovič Burinski (Rusija, 1939 – )
- William Lionel Burke (ZDA, 1941 – 1996)

## C
- Bernard Carr (Anglija)
- Sean Michael Carroll (ZDA, 1966 – )
- Brandon Carter (Avstralija, Anglija, 1942 – )
- Peter Coles (Anglija, 1963 – )
- Asantha R. Cooray (Šrilanka, 1973 – )

## Č
- Andrej Čadež (Slovenija, 1942 – )
- Genadij V. Čibisov (Rusija, 1946 – 2008)

## D
- Paul Charles William Davies (Anglija, 1946 – )
- Marc Davis, (ZDA, 1947 – )
- Avišaj Dekel (Izrael, 1951 – )
- David Deutsch (Anglija, 1953 – )
- Robert Henry Dicke (ZDA, 1916 – 1997)
- Michael John Disney (Anglija, 1937 – )

## E
- Arthur Stanley Eddington (Anglija, 1882 – 1944)
- George Petros Efstathiou (Anglija, 1955 – )
- Jaan Einasto (Estonija, 1929 – )
- Albert Einstein (Švica, ZDA, 1879 – 1955)  1921
- George Ellis (Anglija, Južna Afrika, 1939 – )
- Frederick Joseph Ernst (ZDA, 1933 – )

## F
- Paul Frampton (Anglija, 1943 – )
- Carlos Frenk (Mehika, Anglija, 1951 – )
- Aleksander Aleksandrovič Fridman (Rusija, 1888 – 1925)

## G
- George Gamow (Rusija, ZDA, 1904 – 1968)
- Margaret Joan Geller (ZDA, 1947 – )
- Erast Borisovič Gliner (Rusija, ZDA, 1923 – 2021)
- Thomas Gold (Avstrija, Anglija, ZDA, 1920 – 2004)
- John Richard Gott III. (ZDA, 1947 – )
- Alan Harvey Guth (ZDA, 1947 – )

## H
- Izak Markovič Halatnikov (Ukrajina, 1919 – 2021)
- Edward Robert Harrison (Anglija, 1919 – 2007)
- James Burkett Hartle (ZDA, 1939 – 2023)
- Stephen Hawking (Anglija, 1942 – 2018)
- Charles W. Hellaby (Južna Afrika)
- Lars Hernquist (ZDA, 1954 – )
- Stefan Hollands (Nemčija, 1971 – )
- Fred Hoyle (Združeno kraljestvo, 1915 – 2001)
- Edwin Powell Hubble (ZDA, 1889 – 1953)
- John Peter Huchra (ZDA, 1948 – )

## K
- Justin Khoury (ZDA)
- Thomas Walter Bannerman Kibble (Anglija, 1932 – )
- William Morris Kinnersley (ZDA)
- Robert Paul Kirshner (ZDA, 1949 – )
- Lev Abramovič Kofman (Rusija, Kanada, 1957 – 2009)
- Edward Kolb (ZDA, 1951 – )
- Sergej Vladilenovič Krasnikov (Rusija, 1961 – )
- Lawrence Maxwell Krauss (ZDA, 1954 – )

## L
- Georges Lemaître (Belgija, 1894 – 1966)
- Andrew R. Liddle (Anglija, 1965 – )
- Jevgenij Mihajlovič Lifšic (Rusija, 1915 – 1985)
- Andrej Dimitrijevič Linde (Rusija, ZDA, 1948 – )
- Jean-Pierre Luminet (Francija, 1951 – )
- Peter Lynds (Nova Zelandija, 1975 – )
- Raymond Arthur Lyttleton (Anglija, 1911 – 1995)

## M
- João Magueijo (Portugalska, Anglija, 1967 – )
- John Cromwell Mather (ZDA, 1946 – )  2006
- Edward Arthur Milne (Anglija, 1896 – 1950)
- Charles William Misner (ZDA, 1932 – )
- John W. Moffat (Kanada, 1938 – )
- Vjačeslav Fjodorovič Muhanov (Rusija, 1952 – )

## N
- Džajant Višnu Narlikar (Indija, 1938 – )
- Ezra Ted Newman (ZDA, 1929 – 2021)
- Igor Dimitrijevič Novikov (Rusija, 1935 – )

## P
- Thanu Padmanabhan (Indija, 1957 – )
- Leonard Parker (ZDA, 1938 – )
- John Andrew Peacock (Anglija, 1956 – )
- Philip James Edwin Peebles (Kanada, ZDA, 1935 – )
- Roger Penrose (Anglija, 1931 – )
- Arno Allan Penzias (ZDA, 1933 – 2024)  1978
- Saul Perlmutter (ZDA, 1959 – )  2011
- Joel Robert Primack (ZDA, 1945 – )

## R
- Amal Kumar Rajčaudhuri (Indija, 1923 – 2005)
- Lisa Randall (ZDA, 1962 – )
- Martin John Rees (Anglija, 1942 – )
- Yoel Rephaeli (Izrael, ZDA)

## S
- Rainer Kurt  "Ray" Sachs (Nemčija, ZDA, 1932 – )
- Andrej Dimitrijevič Saharov (Rusija, 1921 – 1989)  1975
- Allan Rex Sandage (ZDA, 1926 – 2010)
- Jack Sarfatti (ZDA, 1939 – )
- Robert J. Scherrer (ZDA, 1959 – )
- David Norman Schramm (ZDA, 1945 – 1997)
- Dennis William Sciama (Anglija, ZDA, 1926 – 1999)
- Uroš Seljak (Slovenija, 1966 – )
- Burra Gautam Sidharth (Indija)
- Joseph Silk (Anglija, 1942 – )
- Willem de Sitter (Nizozemska, 1872 – 1934)
- Rašid Alijevič Sjunjajev (Rusija, 1943 – )
- Anže Slosar (Slovenija, ZDA, 1977 – )
- Lee Smolin (ZDA, 1955 – )
- George Fitzgerald Smoot III. (ZDA, 1945 – )  2006
- Aleksej Aleksandrovič Starobinski (Rusija, 1948 – )
- Paul Joseph Steinhardt (ZDA, 1951 – )
- Leonard Susskind (ZDA, 1940 – )

## T
- Gustav Andreas Tammann (Nemčija, 1932 – 2019)
- Max Tegmark (Švedska, ZDA, 1967 – )
- Kip Stephen Thorne (ZDA, 1940 – )  2017
- Frank Jennings Tipler (ZDA, 1947 – )
- Richard Chace Tolman (ZDA, 1881 – 1948)
- Andrzej Mariusz Trautman (Poljska, 1933 – )
- Mark Trodden (Anglija, 1968 – )
- Michael S. Turner (ZDA, 1949 – )
- Neil Geoffrey Turok (ZDA, 1958 – )
- Neil deGrasse Tyson (ZDA, 1958 – )

## U
- William George Unruh (Kanada, 1945 – )

## V
- Alexander Vilenkin (Rusija, ZDA, 1949 – )

## W
- Robert Wald (ZDA, 1947 – )
- David Wands (Anglija, 1966 – )
- Jeffrey Renwick Weeks (ZDA, 1956 – )
- John Archibald Wheeler (ZDA, 1911 – 2008)
- David Todd Wilkinson (ZDA, 1935 – 2002)
- Edward L. Wright (ZDA, 1947 – )

## Z
- Jakov Borisovič Zeldovič (Rusija, 1914 – 1987)
- Feliks Jurjevič Zigel (Rusija, 1920 – 1988)